# Última Guerra Civil da República Romana
A Última Guerra Civil da República de Roma, conhecida também como a Guerra Civil de Antônio ou a guerra entre Marco Antônio e Otaviano, foi a última das guerras civis romanas da República Romana, travada entre Cleópatra (apoiada por Marco Antônio) e Otaviano. Após o senado romano declarar guerra contra a rainha egípcia Cleópatra, Antônio, seu amante e aliado, traiu o governo romano e se juntou na guerra ao lado de Cleópatra. Depois da decisiva vitória de Otaviano na Batalha de Áccio, Cleópatra e Antônio fugiram para Alexandria, onde Otaviano sitiou a cidade até que ambos Marco Antônio e Cleópatra cometessem suicídio.
Seguindo o fim da guerra, Otaviano trouxe paz para o Estado romano que tinha sido atormentado por um século de guerras civis. Otaviano se tornou o homem mais poderoso do mundo romano e o senado lhe concedeu o título de Augusto em 27 a.C. Otaviano, agora Augusto, seria o primeiro imperador romano e iria transformar a oligárquica/democrática República Romana no autocrático Império Romano.
A última guerra civil republicana marcou o início da Pax Romana, que ainda permanece como o maior período de paz e estabilidade que a Europa já presenciou.

## Acúmulo político e militar
Os cesarianos Otaviano (o principal herdeiro de César, embora não o único), Marco Antônio e Lépido sob o Segundo Triunvirato haviam se unido para preencherem o vazio político deixado pelo assassinato de Júlio César. Depois de o triunvirato derrotar Marco Júnio Bruto e Caio Cássio Longino na Batalha de Filipos em 42 a.C. e depois de Lépido ser expulso do triunvirato em 36 a.C., Otaviano e Marco Antônio foram deixados como os dois homens mais poderosos do mundo romano. Otaviano assumiu o controle do Ocidente, incluindo a Hispânia, Gália, Itália e África, enquanto Antônio recebeu o controle do Oriente, incluindo Grécia, Ásia Menor, Síria e Egito.
Por um tempo, Roma viu a paz. Otaviano derrubou as revoltas no ocidente, enquanto Antônio reorganizou o leste, no entanto, a paz foi de curta duração. Antônio estava tendo um caso com a rainha do Egito, Cleópatra. Roma, especialmente Otaviano, tomou nota das ações de Antônio. Desde 40 a.C., Marco Antônio havia se casado com Otávia, irmã de Otaviano. Otaviano aproveitou a oportunidade e ordenou ao seu ministro Caio Mecenas que produzisse uma campanha de propaganda contra Antônio.
Todos em Roma se sentiram surpresos quando ouviram as palavras de Marco Antônio em seu Doações de Alexandria. Nestas doações, Antônio cedeu grande parte do território oriental de Roma para Cleópatra. Cesário e Cleópatra foram coroados como co-regentes do Egito e Chipre; Alexandre Hélio foi coroado como governante da Armênia, Medos e Pártia; Cleópatra Selene II foi coroada governante da Cirenaica e Líbia; e Ptolomeu Filadelfo foi coroado governante da Fenícia, Síria e Cilícia. Cleópatra levou o título de "Rainha dos Reis" e Cesário o título de "Rei dos Reis".
Em resposta, Otaviano aumentou os seus ataques pessoais contra Antônio, mas o senado e o povo de Roma não estavam convencidos. A oportunidade de Otavino chegou quando Antônio se casou com Cleópatra em 32 a.C., antes de se divorciar de Otávia. Essa ação, combinada com a informação de que Antônio planejava estabelecer um segundo senado em Alexandria, criou o ambiente perfeito para que Otaviano retirasse Antônio do poder.
Otaviano convocou o senado e acusou Antônio de possuir sentimentos anti-romanos. Otaviano havia suprimido ilegalmente a vontade de Antônio no Templo de Vesta. Nele, Antônio reconheceu Cesário como herdeiro legal de César, deixando seus bens para seus filhos com Cleópatra e, finalmente indicando seu desejo de ser enterrado ao lado dela em Alexandria, em vez de Roma. Os senadores não foram motivados pelos bens deixados por Antônio para seus filhos, mas sim, o desejo de Antônio de enterrar Cleópatra e a si próprio fora de Roma, o que provocou a ira do senado. Otaviano, agindo naturalmente, culpou Cleópatra e não Antônio diretamente. O senado declarou guerra contra o Egito, e Otaviano sabia que Marco Antônio viria no auxílio do país de sua amante.
Quando Cleópatra recebeu a notícia de que Roma havia declarado guerra a ela, Antônio deu seu apoio ao Egito. Imediatamente, o senado romano despojou Antônio de todo o seu poder oficial e o chamou de bandido e traidor. Otaviano convocou todas as suas legiões, numeradas em quase 200 mil legionários romanos. Cleópatra e Marco Antônio fizeram o mesmo, reunindo aproximadamente o mesmo número em uma infantaria mista romana e egípcia.

## A guerra

### Teatro naval

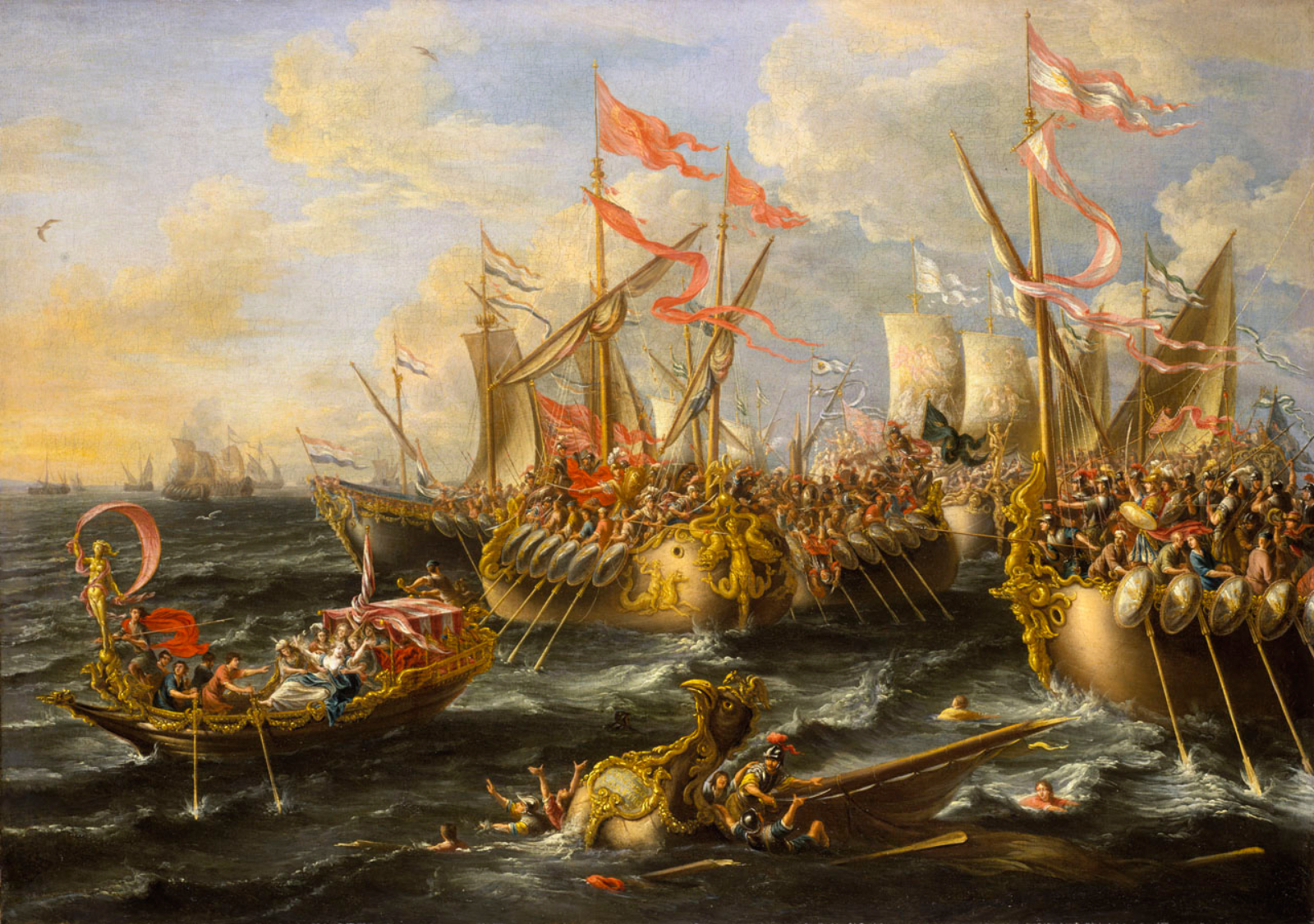
A Batalha de Áccio,
por Lorenzo A. Castro, (1672)

Em meados do verão de 31 a.C., Antônio manobrou seu exército para a Grécia e com Otaviano no encalço. Otaviano trouxe com ele seu assessor-chefe militar e melhor amigo Marco Vipsânio Agripa para comandar suas forças navais. Embora as forças terrestres fossem comparáveis, a frota naval de Otaviano era superior. A frota de Antônio era composta de navios de grande porte, mas com comandantes e equipes inexperientes. A frota de Otaviano era composta de embarcações menores, mas mais manobráveis e estavam cheias de marinheiros experientes.
Otaviano moveu seus soldados a atravessar o mar Adriático para enfrentarem Marco Antônio, perto de Áccio. Enquanto isso, Agripa interrompeu as linhas de fornecimento de Antônio com sua marinha. Caio Sósio comandou um esquadrão da frota de Antônio que conseguiu derrotar o esquadrão de Lúcio Arrúncio e obrigá-lo a fugir, mas quando este último foi reforçado por Agripa, o aliado de Sósio, Tarcondímoto I - o rei da Cilícia - foi morto e Sósio foi obrigado a se retirar.
Otaviano decidiu não atacar e arriscar perdas desnecessárias. Em vez disso, ele queria lutar com Antônio pelo mar, onde seus marinheiros experientes poderiam dominar o inimigo. Então, Antônio e Otaviano se envolveram em uma estratégia chamada "Fabiana" até certo momento. Como o verão havia acabado e o outono começava, tanto Otaviano e Antônio resolveram começar uma batalha de atrito. A estratégia de atrasos de dividendos de Otaviano, afundou o moral dos revoltosos romanos que acabaram desertando Antônio.
O primeiro conflito da guerra ocorreu quando o general de Otaviano, Agripa, capturou a cidade e porto naval grego de Messênia. A cidade já havia sido leal a Antônio. Embora Antônio tenha sido um soldado experiente, ele não entendia de combate naval, o que levou à sua queda. Antônio moveu sua frota para Áccio, onde a marinha e exército de Otaviano tinham montado acampamento. Uma intensa batalha naval se seguiu em 2 de setembro 31 a.C., com Antônio mudando seus quinquerremes através do estreito e em mar aberto. Lá, as luzes manobráveis dos navios de Otaviano desenharam uma formação de batalha contra os navios de guerra de Antônio. Cleópatra ficou atrás da linha naval de Antônio, em sua barca real.
Um golpe devastador para as forças de Antônio veio quando um de seus ex-generais entregou para Otaviano seu plano de batalha. Antônio tinha a esperança de usar seus navios maiores e dirigi-los para Agripa, no extremo norte de sua linha, mas toda a frota de Otaviano ficou cuidadosamente fora de alcance. Pouco depois do meio-dia, Antônio foi forçado a ampliar sua linha para fora da proteção da costa e, finalmente enfrentar o inimigo. A frota de Otaviano, armada com equipes bem mais treinadas e mais preparadas, fizeram uma rápida "limpeza" na menos experiente e maior marinha de Antônio. Os soldados de Otaviano passaram anos lutando nos combates navais romanos, onde o objetivo era o navio inimigo e ao mesmo tempo tinham como dever matar toda a tripulação que se localizava no convés, com uma chuva de flechas e pedras lançadas por grandes catapultas suficientes para decapitarem um homem.
Como os exércitos estavam em ambos os lados da batalha naval, eles conseguiram assistir como Antônio estava sendo massacrado por Agripa. Vendo que a batalha estava indo contra Antônio, a frota de Cleópatra se retirou para o mar aberto sem disparar um único tiro, deixando Antônio lutando por si mesmo. Como havia uma lacuna aberta no bloqueio de Agripa, Marco Antônio canalizou através dela e foi seguido de perto por seus navios restantes. Os comandantes das forças terrestres de Antônio, que deveriam segui-lo para a Ásia, prontamente se renderam a Otaviano. Antônio se retirou para uma embarcação menor, com sua bandeira e conseguiu fugir para Alexandria. Até o final do dia, toda a frota de Antônio estava no fundo do mar e o mundo romano havia testemunhado a maior batalha naval em quase 200 anos.

### Campanha terrestre

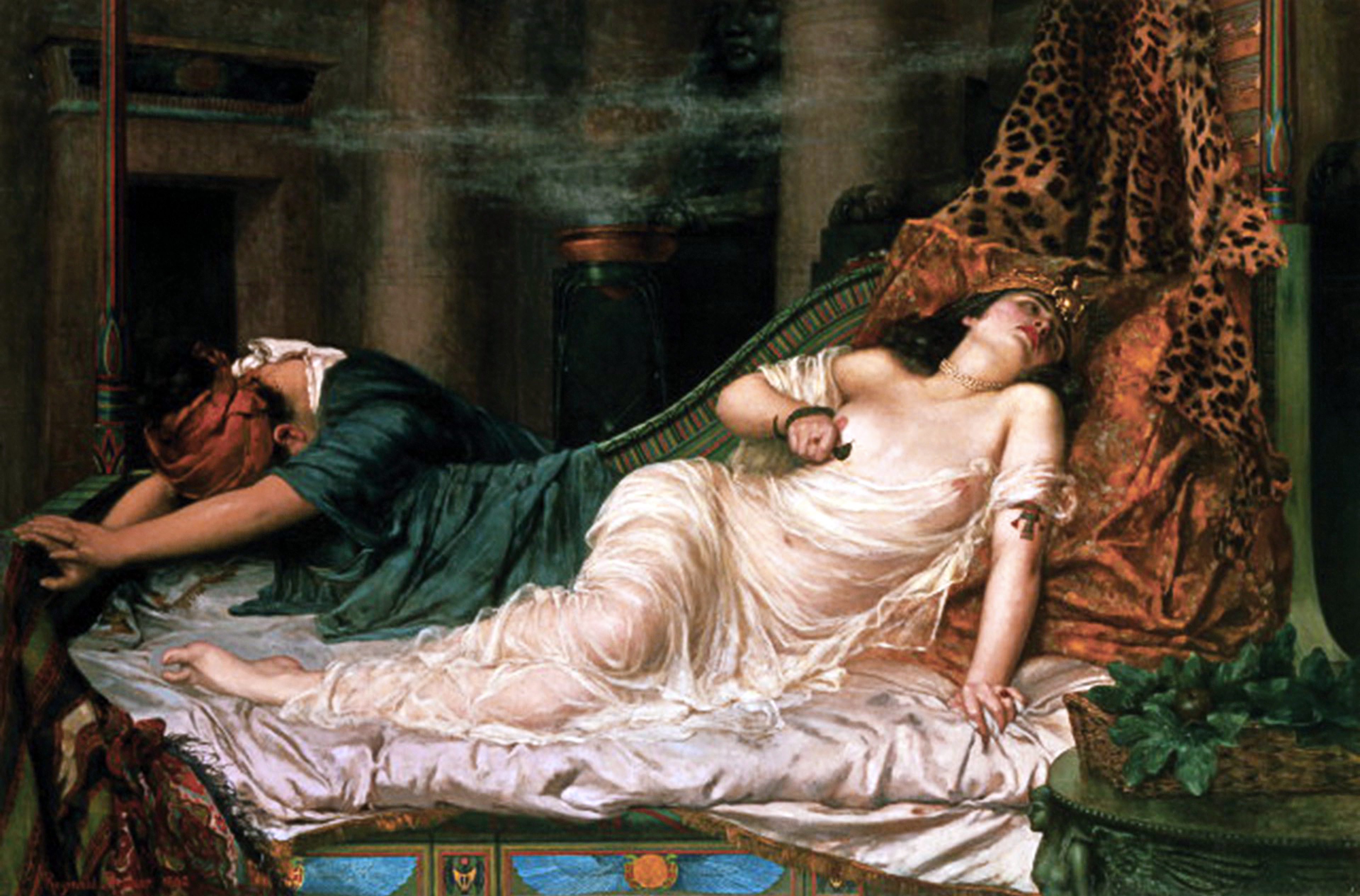
A Morte de Cleópatra,
por Reginald Arthur, na Roy Miles Gallery, Londres

Com Otaviano agora no controle de 72 legiões (cerca de 450 000 homens), ele foi deixado como mestre indiscutível do mundo romano. Embora Otaviano quisesse perseguir imediatamente Antônio e Cleópatra, muitos de seus veteranos queriam se aposentar e voltar para suas próprias vidas. Otaviano permitiu que muitos de seus grandes veteranos (até 10 legiões por algumas contas), se aposentassem. Muitos destes legionários poderiam estar servindo desde a época de Júlio César, cerca de 20 anos atrás.
Após o inverno acabar, Otaviano retomou a caça. Na primavera de 30 a.C., ele rejeitou a ideia de transportar seu exército através do mar e atacar diretamente Alexandria, e em vez disso, viajou por terra pela Ásia Menor. Antônio tinha recebido muito apoio dos reinos clientes de Roma no leste. Com seu exército marchando por terra, Otaviano havia garantido que os partidários de Antônio na região não se reagrupassem e a perda de consolidação da autoridade dele nas províncias orientais aceleraria a sua derrota.
Enquanto isso, Antônio tentou garantir um exército na Cirenaica, onde Lúcio Pinário estava estacionado. Infelizmente para Antônio, Pinário tinha mudado sua lealdade para Otaviano. Quando Otaviano recebeu a notícia deste acontecimento, ordenou Pinário mover suas quatro legiões para o leste, para Alexandria, enquanto Otaviano se moveria para o oeste. Preso no Egito com o resto do que sobrou de seu exército, Antônio e Cleópatra esperaram a chegada de Otaviano. 
Quando Otaviano e Pinário chegaram em Alexandria, eles colocaram a cidade sob cerco. Antes de Otaviano ter chegado, Antônio havia levado os cerca de 10 mil soldados que havia deixado e atacou Pinário, sem saber de que estava em uma desvantagem de 2 para 1. Pinário destruiu o que restava do exército de Antônio, com este último fugindo para Alexandria antes que Otaviano chegasse. Otaviano abordou com suas legiões o que restava da cavalaria de Antônio e sua frota se entregou a ele. A maioria da infantaria de Antônio se rendeu sem qualquer envolvimento nesta parte do conflito, e a causa de Antônio foi perdida.
Marco Antônio foi forçado a assistir seu exército e suas esperanças de dominar Roma serem entregues para Otaviano. Na tradição honrosa romana, Antônio, em 1 de agosto de 30 a.C., caiu sobre sua própria espada. De acordo com os contos dos anciãos no entanto, ele não foi bem-sucedido e ficou com uma ferida aberta na barriga, assim, foi levado para se juntar com Cleópatra, que havia fugido para o seu mausoléu. Lá, Antônio sucumbiu para sua ferida e, supostamente, morreu nos braços de sua amante, deixando-a sozinha para enfrentar Otaviano.
Cleópatra não seguiu imediatamente Antônio no suicídio. Em vez disso, em um último esforço, tentou negociar com Otaviano. Cleópatra pediu que Otaviano poupasse Cesário em troca da sua captura. Otaviano recusou. Dentro de uma semana, Otaviano informou a Cleópatra que ela desempenharia um papel no seu triunfo em Roma. Este papel, foi "cuidadosamente explicado para ela", enquanto Cesário era "massacrado sem remorso". Otaviano supostamente disse que "dois Césares eram demais", e ele ordenou a morte de Cesário. De acordo com Estrabão, que estava vivo na época destes acontecimentos, Cleópatra morreu de uma picada autoinduzida de uma cobra venenosa, ou a autoaplicação de uma droga venenosa em si mesma. Com a morte de Cleópatra, a última guerra civil da república acabou.

## Consequências

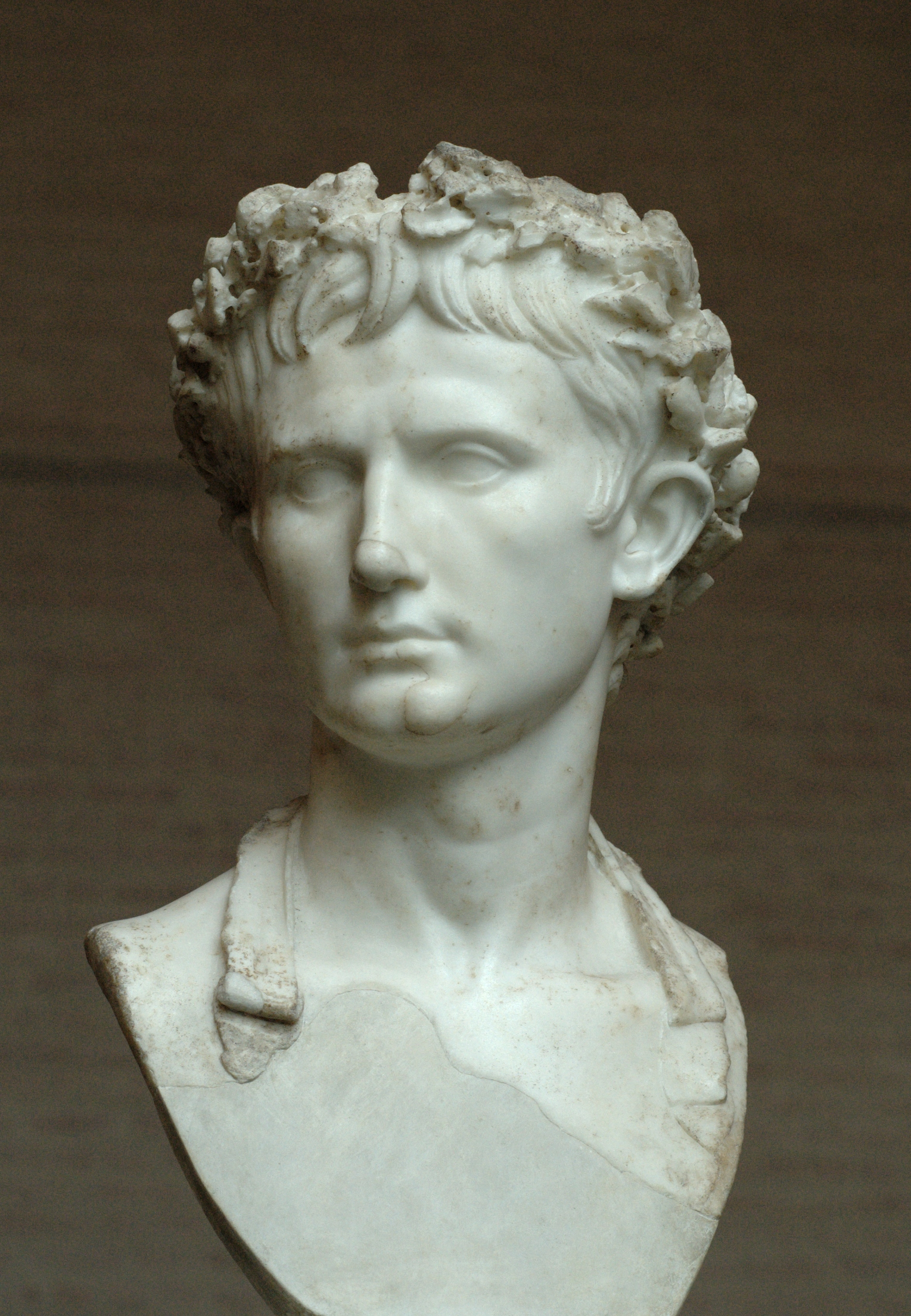
Augusto com a coroa cívica: Como resultado nessa guerra Augusto tornou-se o primeiro imperador romano,
Gliptoteca de Munique

Dentro de um mês, Otaviano foi nomeado faraó, e o Egito se tornou seu território pessoal. Otaviano agora controlava todas as províncias de Roma e mais de 78 legiões (cerca de 520 mil homens no total). Através da execução dos apoiadores de Antônio, Otaviano finalmente trouxe um século de guerras civis ao fim. Dentro de alguns anos depois, Otaviano foi nomeado pelo senado como Augusto e limitou o poder do senado romano na tomada de decisões referentes ao legislativo e ao campo militar. Otaviano, agora Augusto, uniu as metades oeste e leste da república para estabelecer o Império Romano, com ele próprio governando-o como primeiro imperador.
Nos meses e nos anos subsequentes, Augusto passou uma série de leis que, embora anteriormente fosse para preservar a aparência da república, fez a sua posição dentro dela de um poder e autoridade primordiais. Ele lançou as bases para o que hoje conhecemos como Império Romano. A partir de então, o Estado romano seria governado por um príncipe (primeiro cidadão), em termos modernos, Roma seria governada a partir de agora pelos imperadores. O senado ostensivamente ainda tinha poder e autoridade sob certas províncias, no entanto, as províncias fronteiriças mais importantes como a Síria, Egito e Gália, exigiam um maior número de legiões que seriam diretamente governadas por Augusto e os imperadores que o sucederam.
Com o fim da última guerra civil republicana, a República Romana também acabou e foi substituída pelo governo imperial. O reinado de Augusto daria início a uma era de ouro para a cultura romana e iria produzir uma estabilidade que Roma nunca vira em sua história em mais de um século. 
Com Roma no controle de todo o mundo mediterrâneo, uma paz reinou no mundo romano durante séculos após a morte de Augusto: a Pax Romana (Paz Romana). O império que Augusto estabeleceu duraria na Europa Ocidental até a queda de Roma no século V depois de Cristo. A parte oriental do Império Romano sobreviveu como o Império Bizantino até a queda de Constantinopla em 1453.